# Cobitis calderoni
Cobitis calderoni је зракоперка из реда Cypriniformes и фамилије Cobitidae.

## Угроженост
Ова врста се сматра угроженом.

## Распрострањење
Присутна је у следећим државама: Шпанија и Португал.

## Станиште
Станишта врсте су речни екосистеми и слатководна подручја.